# 黄腹扇尾鹟
黄腹扇尾鹟（学名：Chelidorhynx hypoxanthus），是雀形目仙莺科的一种鸟类。

## 特征
黄腹扇尾鹟体重约6克，翼长约54.9毫米，嘴峰长约8.4毫米，喙宽度约2.9毫米，喙厚度约2.5毫米，跗蹠长约13.7毫米，尾长约57.9毫米。黄腹扇尾鹟在其分布区内为留鸟，其栖息在密集的高大树木组成的森林中，食性为肉食性，主要食物来源是陆生无脊椎动物。

## 分布
喜马拉雅山脉东部至西藏东南部、华南地区、缅甸、泰国、洞朗地区。